# Castelo de Low Rock

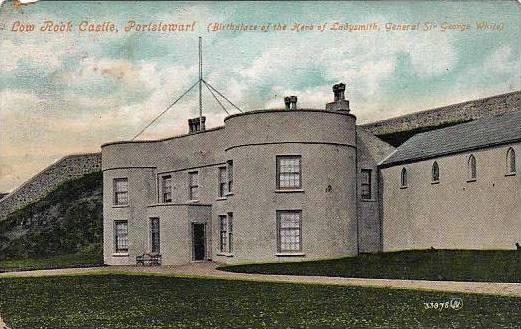
Castelo de Low Rock, Portstewart em 1906

O Castelo de Low Rock foi um edifício classificado em Portstewart, no condado de Londonderry.

## História
A casa, que originalmente tinha ameias, foi concluída por volta de 1820. Em 1835, tornou-se o local de nascimento do Marechal de Campo Sir George White VC, que comandou a guarnição no Cerco de Ladysmith durante a Segunda Guerra dos Bôeres.